# Monrovia (Kalifornia)
Monrovia – miasto w Stanach Zjednoczonych, w stanie Kalifornia, w hrabstwie Los Angeles.